# 敌基督
敌基督（英語：antichrist），这一词通常有两种含义。一是宗教意义上的假冒基督之名宣扬假教义的人，也可以称之为偽基督、假基督。常见于一些新兴邪教。二是更通俗意义上的含义，指迫害信徒或违背道德、破坏世界和平的邪恶之人或团体。
基督是闪米特诸教中的术语，原意是“受膏者”；古代以色列在国王即位时有将油倒在国王头上的习俗，涂过油的国王称为“受膏者”。在犹太教中，基督是“被神选定”的集祭司、先知和君王为一身的救世主。在基督宗教中，基督成为拿撒勒人耶稣的专称。

## 基督教的观点
基督教认为，會有假冒基督的某人否認有關耶穌基督的《聖經》教义而且敵擋他的王國，虐待基督的門徒。凡是偽稱代表基督的人、機構和國家，以及擅以彌賽亞自居的人，也可說是基督的敵人。
在《聖經》的執筆者中，惟獨使徒約翰使用“敵基督者”一詞。在他所寫的其中兩封書信（約翰一書、約翰二書）裏，“敵基督者”一詞的原文以單數和複數兩種形式出現，一共出現過五次。下頁附欄把這個詞出現的經文列舉出來。從這幾節經文可以看出，敵基督者說謊、欺騙人，一心要破壞信徒跟基督和上帝的關係。約翰勸誡徒說：“親愛的弟兄：來自靈界的主張，你們不可盡信；倒要試驗這些來自靈界的主張，看看是不是源於上帝的，因為有很多假先知已經到世人當中去了。”（《約翰一書》第4章第1节参）
耶穌也曾经警告他的門徒要提防騙子，也就是要提防假先知。他說：“他們到你們這裏來，外表打扮得像綿羊，裡面卻是兇狠的狼。你們憑着他們的果實（即行為），就可以認出他們來。”

## 评判标准
基督教的圣经和犹太教的圣经并不完全相同，基督教的新约圣经并非属于犹太教的圣经，因而两者依据的圣经的评判标准也不同。
- 否認耶穌是彌賽亞的人[3]。此條為基督教觀點，猶太教不認為耶穌是彌賽亞。
- 否認耶穌是上帝獨子的人[4]。此條為基督教觀點，猶太教不認為耶穌是上帝的兒子。
- 叛道的人[5]。
- 敵擋基督的真正門徒的人[6]。
- 不願受基督統治，或妄以彌賽亞自居的人和國家[7]。

約翰一書所言是假基督的判定方式，而非不信教者就是基督的敵人。
在基督教的歷史中，敵基督這個名詞被經常引用，例如坡旅甲警告腓立比人，所有傳播假基督教條的都是敵基督。因為根據聖經《腓立比書》中第三章第2-3節即已措詞強烈的提醒：「應當防備犬類，防備作惡的，防備妄自行割的。因為真受割禮的，乃是我們這以神的靈敬拜、在基督耶穌裡誇口、不靠著肉體的。」犬類即比喻那些妨礙人們自由進入聖殿或教堂接觸聖經教導；妄自尊大的人，他們誇口自己聖潔卻阻撓並害怕別人親近神追求神的活動。而割禮超越肉體物質教導所延伸的「潔淨身心」意義也已在《使徒行傳》中明定。
當神聖羅馬帝國皇帝腓特烈二世決定不替天主教會發動十字軍時，教宗額我略九世就判定他是敵基督者，並將他破門（又稱绝罚，即「逐出教會」）處分。而後依諾增爵四世成為教宗之後，再次把腓特烈破門；腓特烈不甘示弱，反過來宣稱依諾增爵四世是敵基督者。

## 誰是敌基督
- 伊斯兰教先知穆罕默德被指为敌基督先锋。
- 宗教改革運動領袖之一的馬丁·路德直指教宗就是敵基督。[8]
- 羅馬皇帝尼祿在位其间曾大规模迫害基督徒，被认为是基督的敵人。
- 納粹德國元首阿道夫·希特勒掀起反犹浪潮，大规模迫害及屠殺犹太人。[9]
- 德國哲學家尼采著有《敌基督者》。[10]
- 托尔斯泰在他的著作《战争与和平》中，指称入侵俄国的拿破仑是敌基督。

### 引用
1. ↑  参考《約翰一書》第2章第18-19节、《約翰一書》第4章第3节、《約翰二書》第7章
2. ↑  参看《馬太福音》第7章第15-16节
3. ↑  《約翰一書》第2章第22节：“說謊的是誰呢？不就是那否認耶穌是基督（彌賽亞或受膏者）的嗎？⋯⋯這就是敵基督的。”
4. ↑  《約翰一書》第2章第22节：“否認父親和兒子的，就是基督的敵人。”參看約翰福音10:36；路加福音9:35。
5. ↑  《約翰一書》第2章第18-19节：“基督的敵人現在已經不少。⋯⋯他們離開了我們，因為不是我們的同道。”
6. ↑  《約翰福音》第15章第20、21节：“他們要是迫害了我，也會迫害你們⋯⋯他們要因我的名做這一切事來對付你們”。
7. ↑  《詩篇》第2章第2节：“地上的列王一同起來，大臣一同集結，要對抗耶和華，對抗他所膏立的主（基督或彌賽亞）”。另見《啟示錄》第17章第3，12-14节《啟示錄》第19章第11-21节。《马可福音》第24章第24节：“必有假基督和假先知興起，行大神迹和奇事，如果可能，就連蒙揀選的人也想迷惑。”
8. ↑  . White Horse Media.   [2017-11-14]. （原始内容存档于2009-02-21） （美国英语）.
9. ↑  . Cutting Edge.   [2012-02-26]. （原始内容存档于2012-03-18）.
10. ↑  参考尼采在《敵基督者》中的耶穌學策略，The Strategy of Nietzsche’s Jesusology in The Antichrist， 黃子軒，台湾中原大学，2008年